# Hesse/Schrader
Hesse/Schrader ist ein deutsches Autorenduo, das aus Jürgen Hesse (* 31. August 1951 in Berlin) und Hans Christian Schrader (* 1952) besteht und seit 1985 gemeinsam zahlreiche erfolgreiche Bücher im Themenbereich Bewerberstrategie für Arbeits- und Ausbildungsstellen mit einem Schwerpunkt auf Bewerbungsunterlagen, Eignungstests und Verhalten bei Vorstellungsgesprächen veröffentlicht hat.
Beide sind Diplom-Psychologen. Sie studierten gemeinsam an der Freien Universität Berlin und lernten sich dort kennen. Das erste gemeinsame Werk mit dem Titel „Testtraining für Ausbildungsplatzsuchende“ veröffentlichten sie 1985.
Bisher (2012) haben die Autoren als Duo 160 Bücher veröffentlicht und über sechs Millionen Buchexemplare verkauft.
Hesse und Schrader betreiben seit 1992 das Büro für Berufsstrategie in Berlin, ein Karriereberatungsunternehmen, in dem sie auch Seminare und persönliche Beratungen anbieten.

## Werke (Auswahl)
- Das große Bewerbungshandbuch, Stark, 2013, ISBN 978-3-86668-405-8
- Testtraining 2000Plus, Stark, 2013, ISBN 978-3-86668-394-5
- Testtraining Polizei und Feuerwehr, Stark, 2013, ISBN 978-3-86668-962-6
- Training Schriftliche Bewerbung, Stark, 2013, ISBN 978-3-86668-366-2
- Die perfekte Bewerbungsmappe, Stark, 2013, ISBN 978-3-86668-785-1
- Training Vorstellungsgespräch, Stark, 2013, ISBN 978-3-86668-973-2
- Die perfekte Bewerbungsmappe für Ausbildungsplatzsuchende, Stark, 2013, ISBN 978-3-86668-354-9
- Der Pilotentest, Stark, 2013, ISBN 978-3-86668-604-5
- Der Testknacker, Stark, 2013, ISBN 978-3-86668-795-0
- Testtraining Höherer Dienst, Stark, 2013, ISBN 978-3-86668-480-5
- Der kleine Bewerbungshelfer, Fischer & Gann, 2016, ISBN 978-3-903072-09-1